# Matutatas

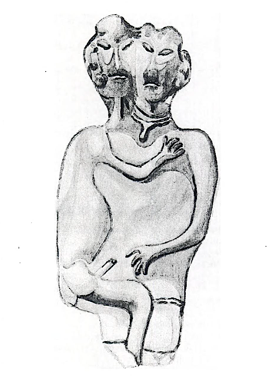
A Arucu y A Achimbu

Matutatas significa ancestros en lenguas barbacoanas, las culturas chachi, tsáchila, quitu, caranqui, chono y puruhá. Existen muchos mitos alrededor de los matutatas, así como ritos que tenían como objetivo principal el conectarse nuevamente con ellos. Dentro de los más destacados está el rito de catequil en la que la persona iniciada debía al final del rito lograr conectarse con sus ancestros. Los matutatas están relacionados con los mitos cosmogónicos que en muchas culturas aborígenes de Ecuador contaban una historia de unos ancestros que llegaron desde el océano a la costa en el inicio de los tiempos.

## Lista de mitos
El recuento más importante narra la historia de A Arucu y A Achimbu, los ancestros originarios, el padre y madre ancestral en lenguas barbacoanas. La voz "rucu" está asimismo presente en el brujo o mincu rucú, rol que era usualmente cubierto por hombres y que está relacionado con las cocinas de brujo, o cerámica ceremonial de la cultura Milagro Quevedo.

### A Arucu y A Achimbu
En la cultura Chachi existe el mito de A Arucu y A Achimbu como los ancestros primigenios. Sus nombres también se suelen escribir como A Rucu y A Shimbu en otros usos. En sí mismo, rucu significa antiguo en masculino y shimbu lo propio en femenino. Según el mito A Rucu y A Shimbu emergieron del fondo del mar cuando sucedió un eclipse, es decir en el mantsunu, o abrazo entre pajta o el sol y quepe pajta, la luna. Esto simboliza la unión de lo masculino y femenino en el origen del tiempo y asimismo A Rucu y A Shimbu llegarían juntos con una danza ancestral en sincronía con el mar. 
Formalmente este mito fue recopilado por Arecio Ortiz y dice lo siguiente:

Los cayapas o chachis también, tienen su leyenda para explicar el origen que seguramente se atribuyeron. Según esta; el primer Cay-apa y su esposa Ca-chimbu o pequeña mujer descendieron del A-rucu, padre antiguo y de su cónyuge A-Chimbu o gran mujer, seres divinos que surgieron, a su vez de las profundidades del mar por obra y gracia de un abrazo entre el sol y la luna... Según la tradición, venidos que hubieron a tierra a merced de las olas, guiados por un enorme tigre, designado por el padre antiguo para el objeto, emprendieron en una accidentada y penosa peregrinación en busca del lugar en donde debían establecerse.
A Arucu y A Ashimbu, mito

#### Mama Shimbu

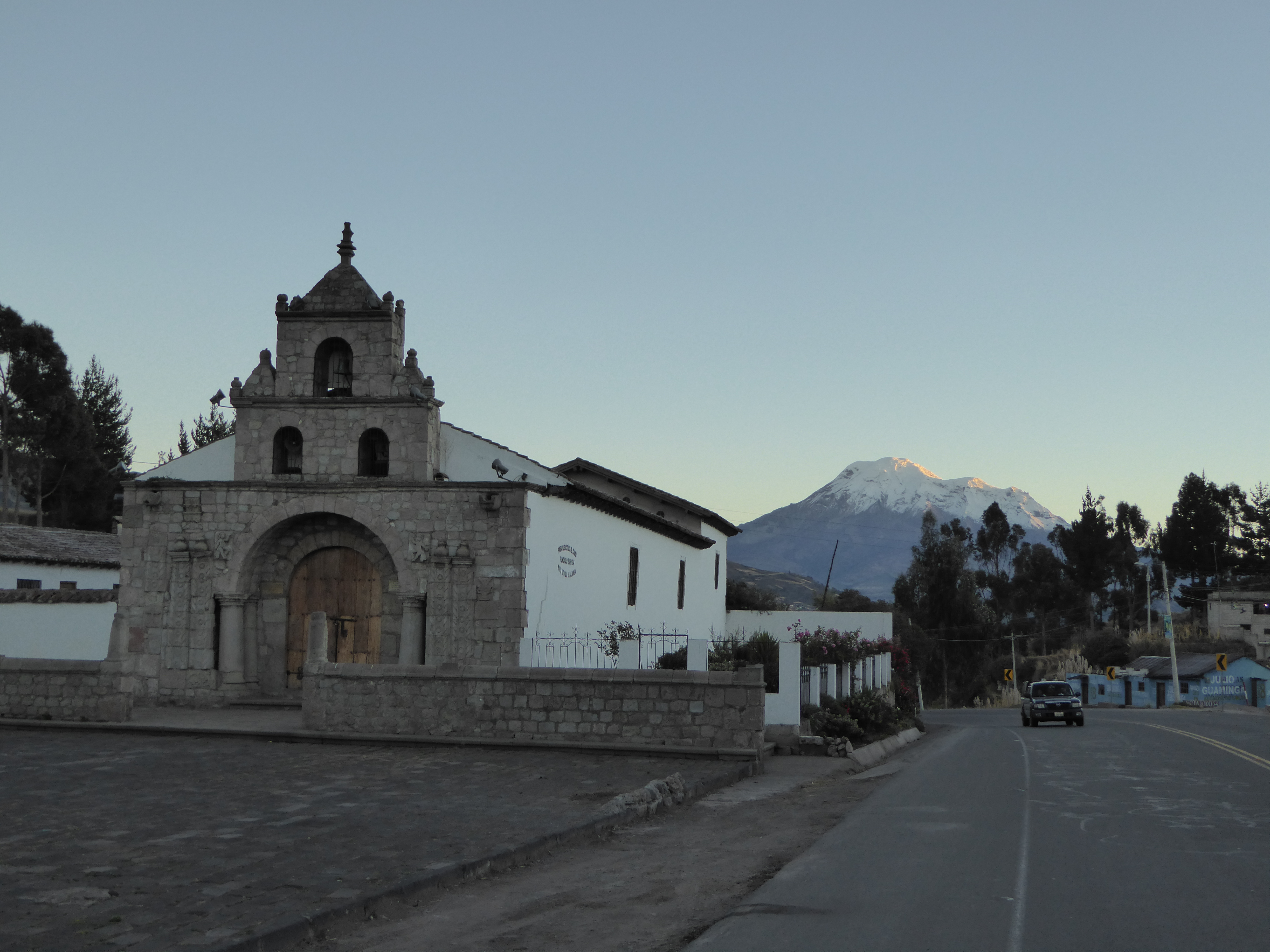
Iglesia de la Virgen de Balbanera con el Chimborazo (Mamashimbu) de fondo

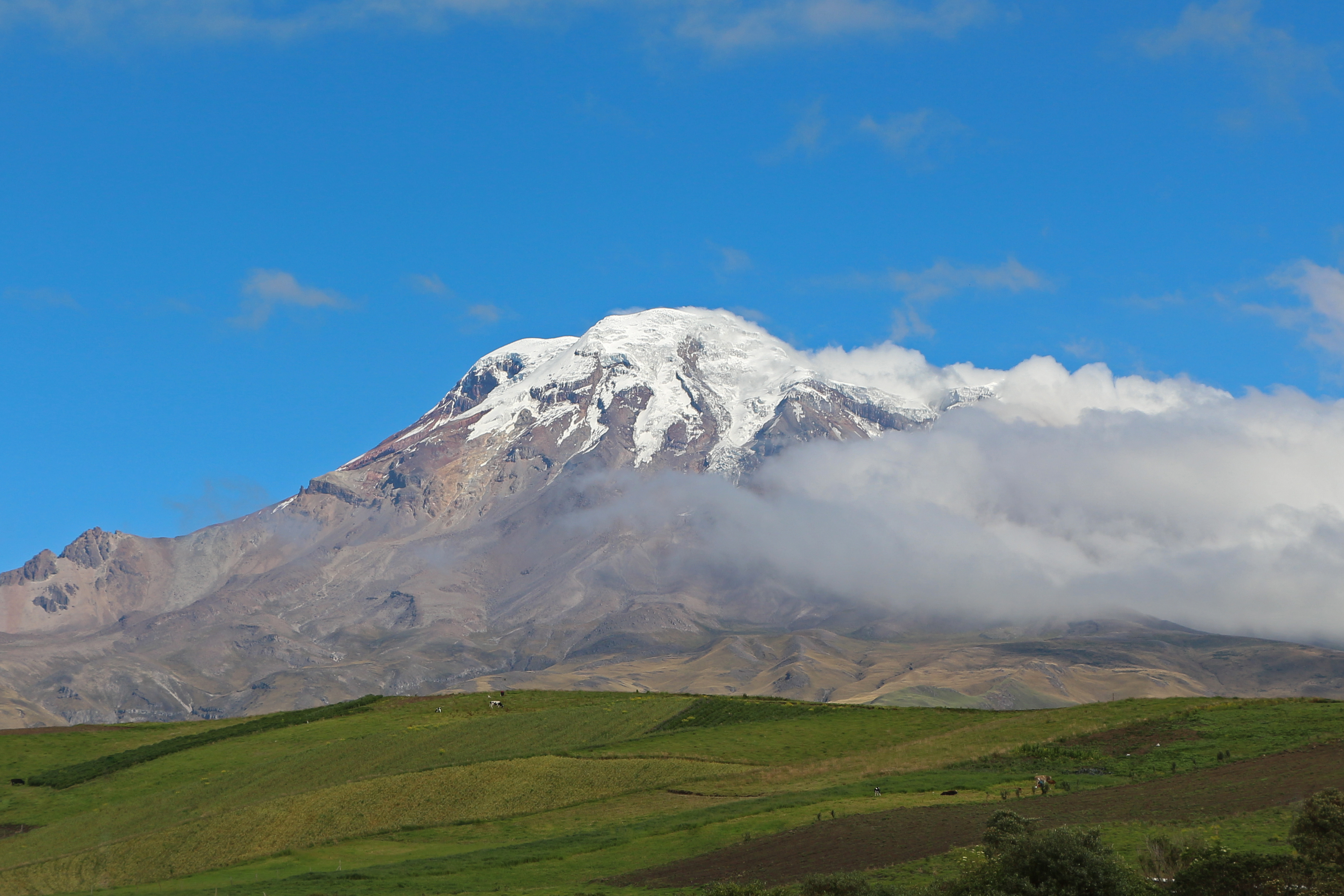
Volcán Chimborazo

El pueblo Puruhá se consideraba hija de Mamashimbu. Esta deidad, relacionada lingüísticamente con A chimbu, hace referencia a la madre de toda la comunidad. Esto fue registrado por una crónica de los primeros años del siglo XVI por Juan Paz Maldonado, cura de Chunchi o Xunxi. A esta diosa se sacrificaban vírgenes indígenas en el templo en su honor. Su culto se sincretizó con el de la virgen María después de la conquista. Se creía que habitaba los poguios, lagunas, chorreras y se puede ver el sincretismo con las advocaciones marianas en la actualidad como la Virgen de la Valvanera, cerca de las fuentes de Cunug Poguío, la Virgen de la Peña en Pungalá, la Virgen de Catequillá en Chambo la Virgen Inmaculada de Agua santa en Baños. Su culto está relacionado con la chuquiragua, planta que por su duración se cree eterna y se vinculó este atributo con Mamashimbu. Además Mamashimbu era el nombre con el que se conocía al Volcán Chimborazo en la cultura Puruhá. Se creía que durante las guerras solía aparecer una mujer valiente sobre un caballo moro peseteado y que la conocían como Chuquiragua e identificaban con Mamashimbu. Asimismo al Chimborazo la consideraban la reina de las montañas, de ahí que su nombre empiece con la palabra Chimbo o Chimbu. En sus faldas habitaban los Chimbus, cultura emparentada con los Puruhá.

#### La mujer Pichuishimbu
A esto se suma el mito de Pichuishimbu y la joven chachi. Narra la historia de como un joven chachi hizo una chacra cerca del río grande y las plantaciones estaban creciendo. Sin embargo se dio cuenta de que estaban robando su maíz. Un día saliendo de la mañana decidió sorprender a la persona que lo hacía y cuando llegó a la chacra vio a dos chicas hermosas y decidió no decir nada y simplemente ver para qué lo hacían. Después les preguntó ¿Son ustedes las que siempre vienen a recoger mis choclos? Pero ninguna la respondió. Confundido por esto, decidió tomar una de ellas, la abrazó, la besó y trajo a su casa. Terminarían casandose y ella se quedaría embarazada. La chica fue donde sus padres para traer frutas y plantas para bañar al recién nacido. Le advirtió al chico que cuide del bebe. A penas salió se empezaron a escuchar muchos ruidos y levantaron sospechas y las abuelas miraron de a través de las rejas de la pared del cuarto. Mientras tanto la mamá llegó con “mujtundupuka” que es una fruta amarilla no comestible, chirarán, que es una planta aromática para hacer un baño a los recién nacidos.
Cuando entró, el bebé le contó a su mama lo siguiente, a pesar de ser recién nacido: "¡Mami, no seque mismos serían, pero son horribles, feos, negruzcos son los que venía a mirarme entre las rejas del cuarto, me dio miedo!". La mamá esuchó y le increpó a su esposo: "¡Yo te dije que usted quedara cuidando al niño hasta que yo regrese y que no les permitiera acercarse allá a ninguna persona.  Esto me hace pensar que usted no quiere vivir más conmigo, entonces me voy de aquí!"
Dicho esto lo tiró por la puerta la canasta de plantas medicinales que había traído, todo quedó regado por el suelo, inmediatamente agarró al bebé y fue al río. Nunca más la vieron. Al inicio pensaron que había sido como en ocasiones anteriores que iba a la orilla del río y esperaron. La buscaron después con más desesperación, sobre todo el esposo. El tiempo pasó y esta mujer aparecía en el charco nadando junto a su hijo. Por esta razón la conocieron como la mujer encantada del agua, o mujer Pichuishimbu.

#### Mincha Rucu

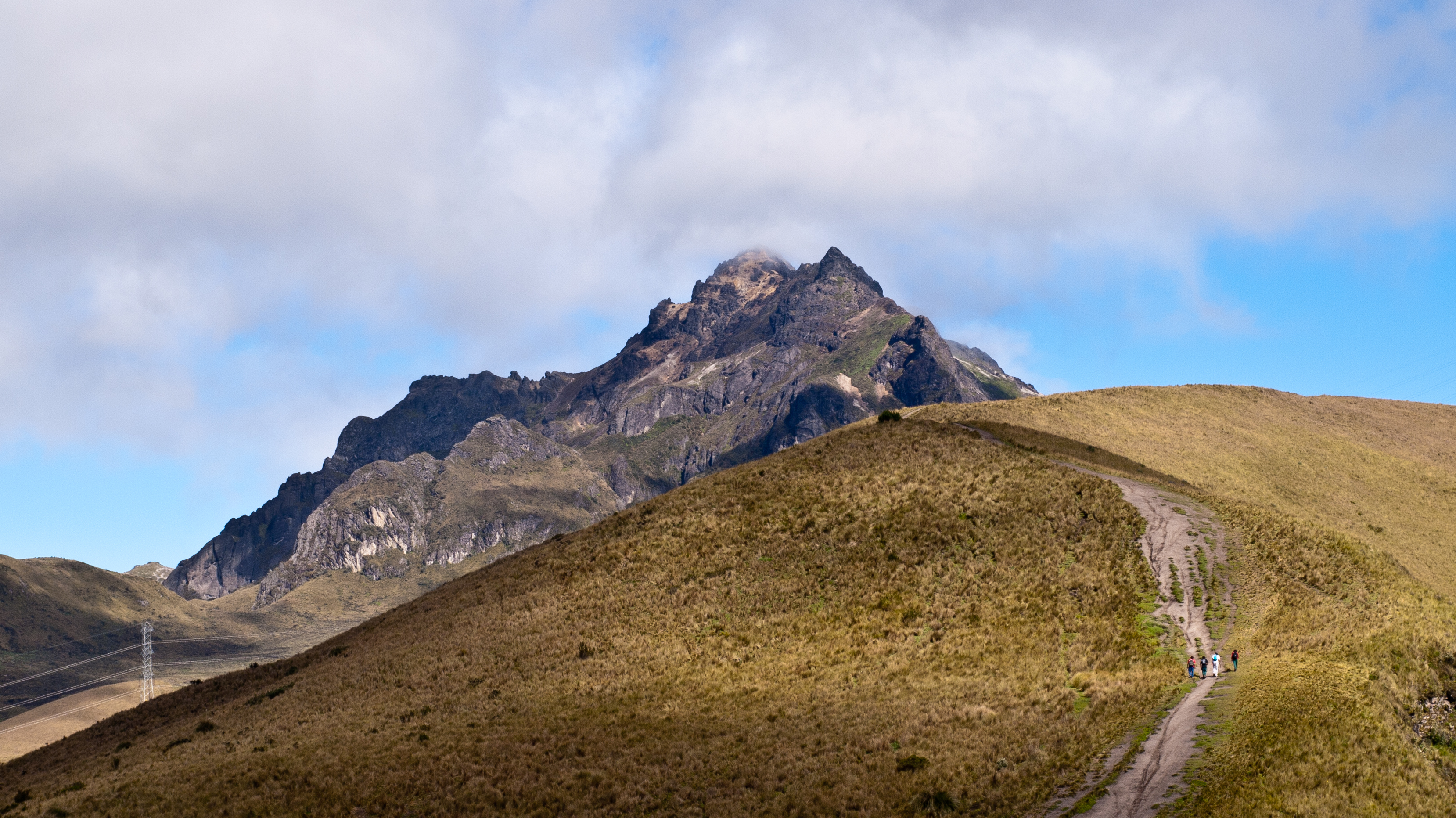
Rucu Pichincha

Mincha Rucu hacía alusión a un anciano sabio. Poseedor de los conocimientos antiguos en la comunidad y encargado de guiar en el rito de iniciación al Catequillado. En ocasiones se los denomina mirucus a estos ancianos y según registros históricos se conoce que tenían bajo su mando a guerreros. En lenguas barbacoanas Mi hace referencia a sabiduría, y está presente en palabras como guishiyumi, el mono sabio que era adorado por su capacidad de reflexión o también en la palabra minu que significa gobernante. Rucu por otro lado significa antiguo en el tiempo. A esto se sumaba la figura del Yaya rucu o padre viejo. En concreto el volcán donde se encuentra la ciudad de Quito se llama Rucu Pichincha, que traducido del quichua significa pájaro viejo. En concreto se refiere al gorrión andino o Zonotrichia capensis, que en idioma quichua era llamado originalmente Pichincha.
En el folclore y danzas suelen ser representados en las festividades de Corpus Christi. De toda la multitud que se disfraza entre el pueblo de importancia se debe destacar a los rucugachas, que significa viejos encorvados. Se caracterizan por llevar bastones de madera muy grandes que tienen cabezas de toro, gallos o venados. Su rol en el desfile es recorrer calles y plazas, muchas veces lanzando continuos quejidos y suspiros.

### La Bahía de los Cara

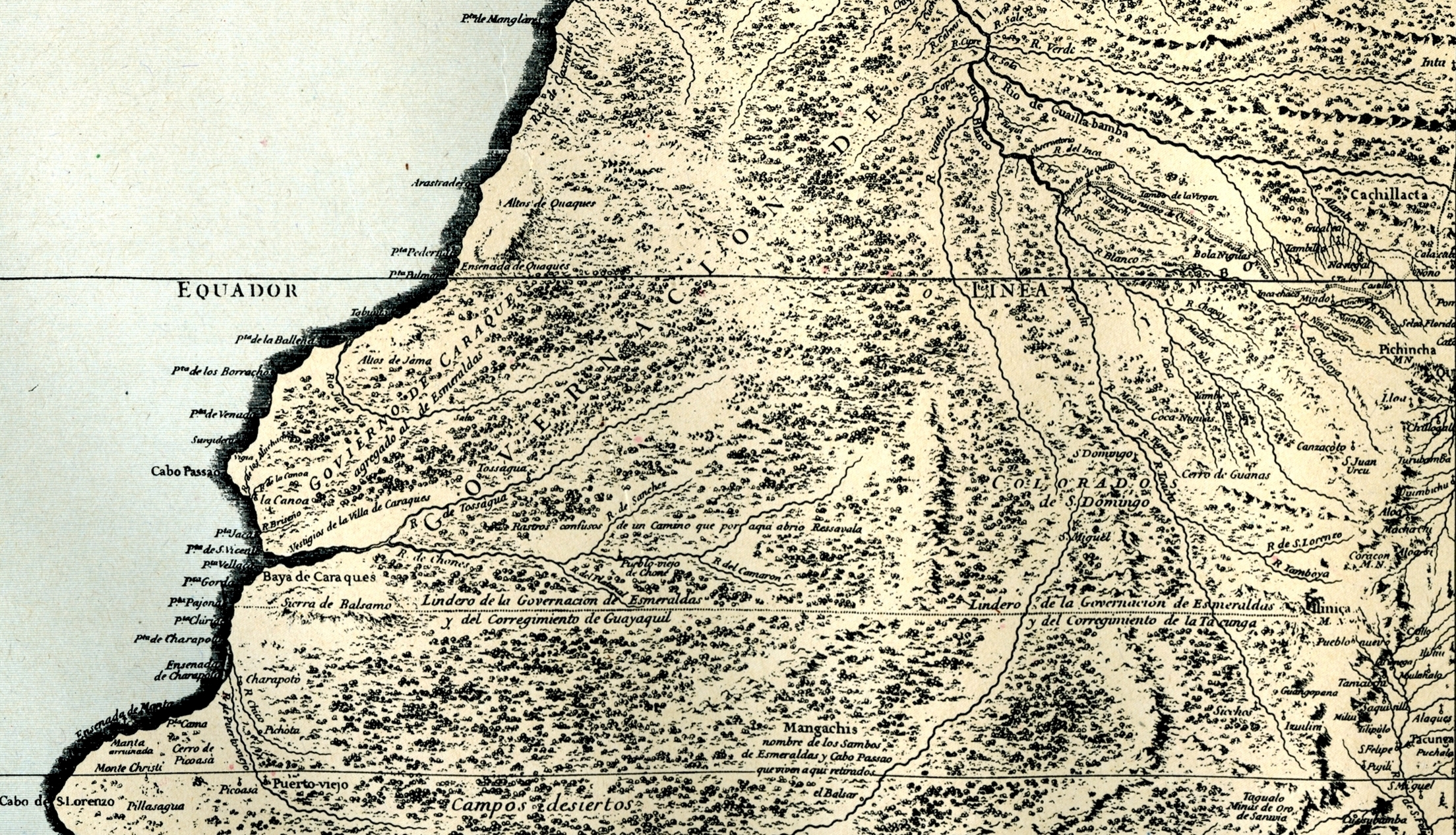
Mapa de la Bahía de Caraquez y los valles de Jama y Coaque

Otro mito cuenta como los primeros habitantes de Ecuador, no necesariamente una pareja masculina y femenina, llegarían a la costa en lo que hoy es Bahía de Caráquez, y se asentarían en esta región por muchos años, antes de migrar a los andes donde se convertirían en el pueblo caranqui. Este mito es usualmente conocido como el de la "Ciudad perdida de los Cara" y fue relacionado con unos objetos encontrados cerca de la Bahía de Caraquez por lo que se llevó a cabo una investigación científica que refutó su origen social optando por una explicación natural de su formación.
La recopilación de estos escritos por cronistas tempranos e historiadores coloniales fue hecha por el escritor Jorge Carrera Andrade que dedicaría un libro para la difusión de la mitología de Ecuador y las últimas investigaciones arqueológicas y antropológicas que hasta ese momento se habían llevado a cabo.

La línea equinoccial o "camino del sol" parecía atraer a los pueblos en su movimiento migratorio hacia comarcas más favorables para la vida humana. Así, las tierras ecuatoriales, por su posición central en América, fueron una encrucijada de pueblos y culturas. Hacia el siglo IX o X se produjo una invasión marítima por la bahía que, desde entonces, se conoció con el nombre de Caráquez, por haber servido de puerta de entrada a unos hombres llamados caras. [...] Los arqueólogos del Ecuador creen que los caras eran simplemente una tribu maya, como lo revelan los nombres patronímicos de la región ribereña donde desembarcaron. El lugar donde se encuentran los pozos artesianos para sacar agua potable se conoce desde la más remota antigüedad con el nombre de Choconcho, deformación de la palabra maya chobcónchac que quiere decir "hoyo profundo de agua". Los invasores mayas o maya-quichés llegaron a extender su dominación hasta el centro del país, a donde llevaron el culto de la guacamaya "sobreviviente del diluvio". Los caras son considerados generalmente por los historiadores del Ecuador como los fundadores de Quito. Introdujeron el contador de barro cocido, la rueca primitiva, ciertas frutas como la guayaba, el mamey, la guanábana, la papaya —o ababai en lengua caribe— y los animalillos domésticos que servían de alimento sabroso como el cobayo o cuy.
Jorge Carrera Andrade - El Camino del Sol

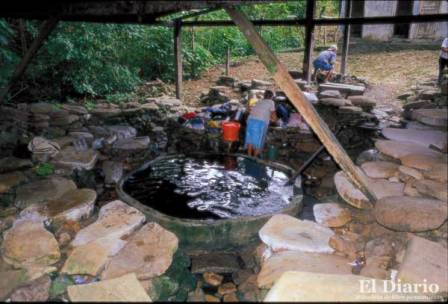
Imagen antigua de Choconcha

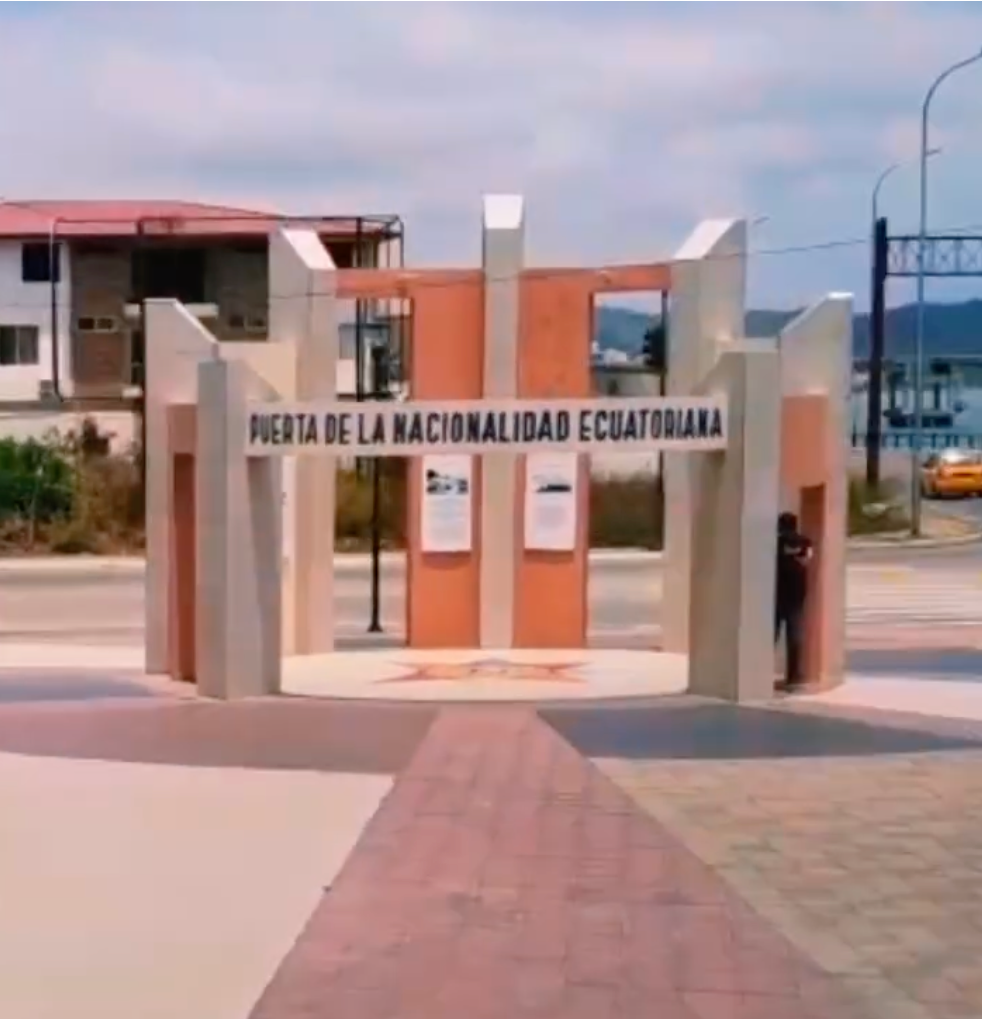
Puerta de la nacionalidad ecuatoriana en Bahía de Caraquez

En este caso las pozas de agua a las que hace referencia son las de Choconchá, que son ocho en total según las investigaciones recientes. La mitología decía que gigantes cabaron pozas de agua en la península de Santa Elena y los primeros pobladores de Xipixapa habrían hecho lo propio con las pozas de choconchá. Los etnógrafos Alfredo Costales y Piedad Peñaherrera de Costales consideraba a estas pozas como parte del sistema sagrado de adoración del agua que existía en los señoríos étnicos de Ecuador. En los andes estos lugares eran usados para baños de purificación y como ritos de iniciación en los catequillas.

### Jama, el dios iguana

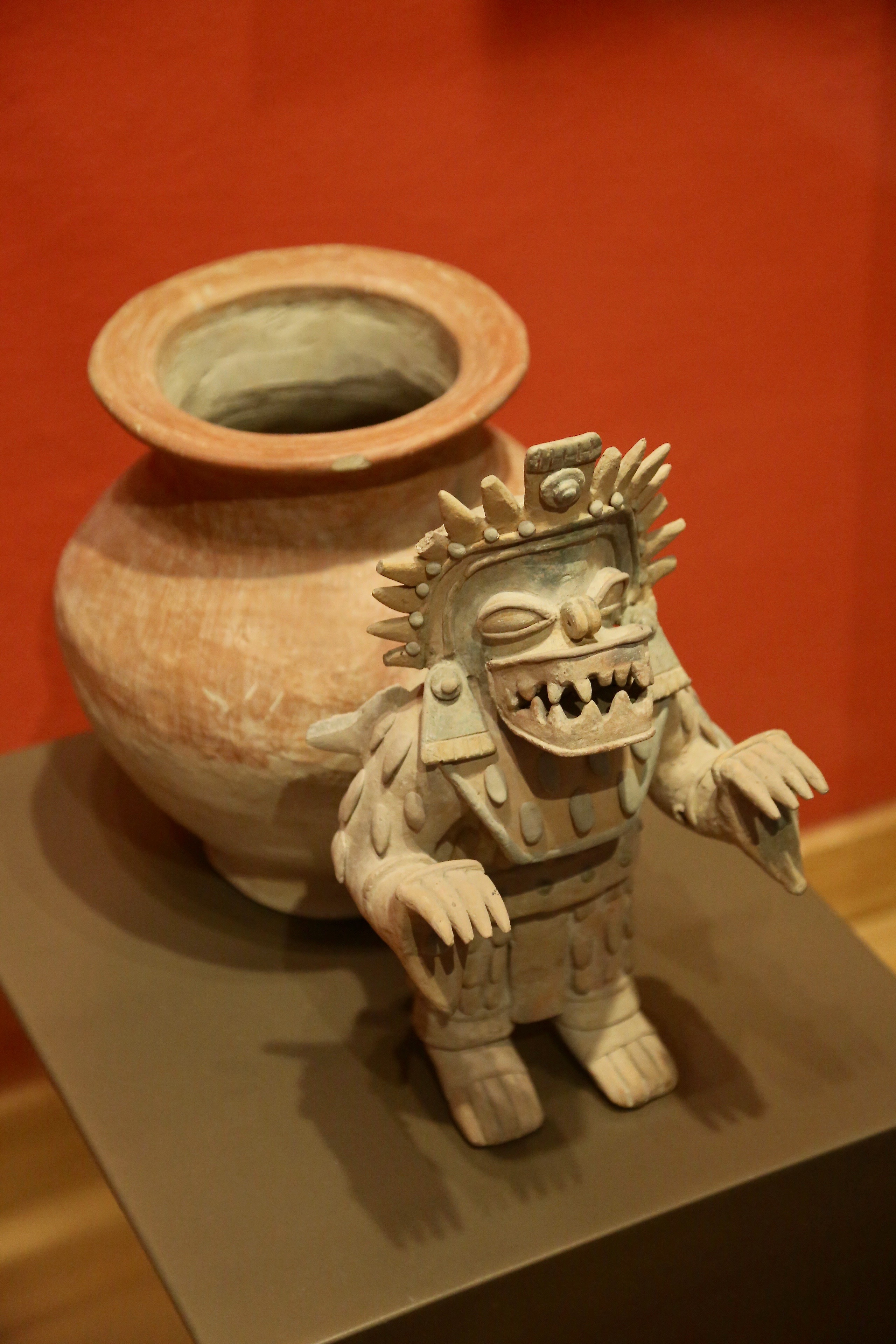
Jama con una vasija ceremonial atrás

La principal cultura que ocupó estos territorios, según investigaciones arqueológicas es la Jama Coaque, que según se ha podido comprobar en las últimas excavaciones su territorio no se delimitó por los ríos Jama y Coaque sino que se expandió por mucho más. La mitología Jama Coaque es una de las más importantes de la mitología de Ecuador por su antigüedad y riqueza simbólica expresada en su cerámica. La principal deidad era Jama, la iguana. Usualmente se cree que estaba encarnada por el shaman-sacerdote quien durante rituales podía invocar animales como su alter ego. Según el análisis semiótico hecho a partir de las cerámicas, la deidad Jama habitaba tanto la tierra como el inframundo, por lo que se conjetura representaba la vida y fungía como guía terrenal.
Jama está relacionada además con los mitos cosmogónicos de esta cultura, donde se repite el mismo patrón de origen de la cultura en el mar que se ven en las culturas Chachi o Cayapa, o en los relatos acerca del poblamiento de la Bahía de Caraquez. Los primeros pobladores llegaron guiados por un shamán hasta que se ubican en su territorio para el asentamiento definitivo:

Se cree que el cacique de esta cultura, llevaba el nombre de Jama que significa iguana pequeña y es quien, guió a su pueblo hasta la costa para luego internarse en la montaña, para de esta manera asegurar las provisiones derivados del mar y la tierra.
Claudio Quinde - Resignificación de los diseños y tecnologías de la cultura Jama Coaque

A esto se suma la cantidad de representaciones mitológicas en la cerámica Jama Coaque que tiene relación con las deidas mesoamericanas. Se presenta a continuación un resumen:
- Deidad Jama con Itzamná: iguana mitológica origen de la estirpe de la cultura.
- Deidad murciélago con Tláloc: dios de la lluvia era considerado el dios del rayo y de la fertilidad.
- Dios de la muerte con Mictlatecutli: habita el inframundo y era invocado por el shaman-sacerdote durante los sacrificios.
- Dragón de la lluvia con Coatlicue: divinidad relacionada con la lluvia y el mar.

### Kan y Ar

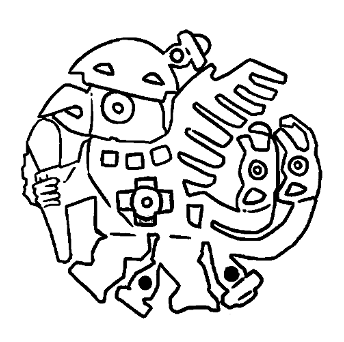
Kan y Ar, representación simbólica de la serpiente-guacamaya de la cultura cañari

Por otro lado en la cultura cañari, los matutatas son las dos personas que nacieron de los huevos que fueron puestos por una serpiente, que en lengua cañari se lama "kan" y que vive en el lago de Las Culebrillas. Al emerger del fondo del lago la serpiente en la superficie dejó dos huevos de los que nacieron los ancestros originarios de los cañaris. Después enfrentarían el diluvio universal en el segundo mito cosmogónico de los Cañaris y se emparentarían con una Guacamaya que los salvaría. En idioma cañari, la serpiente y guacamaya son expresados con la palabra "Kan" y "Ar" respectivamente. Simbólicamente fueron representados de manera conjunta, linguisticamente ambas palabras se usaba de manera unida igualmente, dando como resultado "Kan y Ar", o en castellano, cañar, nombre de la cultura.
Es común encontrar paralelismos en las deidades de Ecuador con las de Mesoamérica y este es un caso de ellos ya que la serpiente y guacamaya al ser representada de manera conjunta sería la serpiente emplumada o también conocida como quetzacóatl en los aztecas y kukulcán entre los mayas. Esto es una muestra de que la conexión mesoamericana no se limita a las culturas de la costa de Ecuador como la Jama Coaque y Tumaco Tolita, sino que también hace presencia en las culturas andinas, lo que ha permitido la conjetura de una continuidad en las familias lingüísticas entre los distintos señoríos étnicos de Ecuador.

## Relación con otros mitos
Uno de los mitos que guarda mayor relación con los "matutatas" es el de Catequil. En el rito de iniciación, se creía que el principal objetivo de la persona después de enfrentarse a Pini, o la serpiente era lograr conectarse con sus antepasados, es decir A Arucu y A Achimbu. Si el catequillado salía airoso del rito se creía que había logrado conectarse con sus matutatas por lo que desde ese momento contaba con valentía y sabiduría necesaria para liderar la comunidad. Además, el rito se lo realizaba en cuarto menguante, cuando la luna desaparecía en medio de la noche. Catequil al simbolizar el tigre, se convirtió en la manera en la que la comunidad recreaba un eclipse, ya que el tigre o "quela" en lenguas barbacoanas, representa el sol en el inframundo, o en ese momento, en la noche. Al desaparecer la luna se lo interpretaba como la alineación del sol en el inframundo con la luna en el cielo y de esta manera se reproducía el eclipse originario con el que los matutatas habían llegado a la costa. Este eclipse o unión entre lo masculino, el sol y lo femenino, la luna se lo llamaba mantsunu en lenguas barbacoanas.

### Umiña, de la cosmogonía al cataclismo
Los matutatas suelen estar relacionados con los ancestros y a través de ello con la estirpe. Por esto los caciques, shamanes y sacerdotes fungían como representantes de los matutatas en la presente generación. Para ello sin embargo era necesario realizar ritos de iniciación como el que se encuentra en el rito a catequil, los encierros de la cultura Jama Coaque, o los viajes iniciáticos de los brujos de la cultura Milagro Quevedo. Este sería el caso del cacique manteño quien tendría según la mitología, una hija llamada Umiña, quien sería adorada como diosa. Umiña encarnaría en una esmeralda gigante que era salvaguardada con la vida por el cacique manteño ya que se creía que si se la perdía, un desastre natural ocurriría: el sol, la luna y las estrellas se caerían del cielo causando un diluvio universal que acabaría con todos:

Si la tocaban los xipianos, que luego se hundiría toda la tierra y que morirían todos, y que así lo había dicho el dios sol, y a esta causa no la daban, antes se dejaban matar... que a cabo de muchos años y tiempo se había de morir el sol y la luna y las estrellas y que en perdiendose estas lumbreras se había de acabar luego todo el mundo, mas que primero y ante todas cosas precedería grandissima seca
Tania Hidrovo, "Evangelización y religiosidad indígena en Puerto Viejo en la Colonia"

## Investigación científica

### Estudios antropológicos

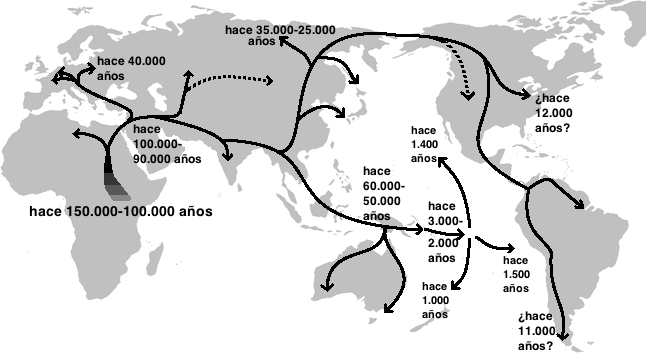
Mapa de las migraciones humanas donde se observa en el medio la teoría oceánica de poblamiento directo de Sudamérica.

Dentro de la serie de teorías de poblamiento del continente Americano, existen las que conjeturan un poblamiento de Sudamérica de forma directa. Uno de los principales investigadores que propuso esto fue Paul Rivet quien la llamó hipótesis oceánica sobre el origen del poblamiento americano, según la cual, la población nativa americana es el resultado de migraciones procedentes de Asia, Australia, Polinesia y Melanesia. Rivet afirmó que es posible que se hayan llevado a cabo migraciones desde Australia 6.000 años antes y desde la Melanesia, un poco más tarde. Su obra Los orígenes del hombre americano, publicada en 1943, contiene argumentos lingüísticos y antropológicos que tienden a probar esta tesis. Esta teoría es conocida como la ruta Melanesia-Polinesia-América. Se cree que pudieron haber usado balsas primitivas para ello. Esto implica que el hombre americano es de origen multirracial, por lo que no se niega otra ruta de inmigración. Esto polemizó con la conjetura de Aleš Hrdlička y Mendes Correia, quienes sostenían que la procedencia era de una sola raza.
Estas afirmaciones fueron recogidas en la antología de mitos del escritor Jorge Carrera Andrade:

No faltan antropólogos que sostienen que los inmigrantes originarios de la Oceanía son los antecesores de los toltecas de California y de los chichimecas, entre cuyas tradiciones existe la de una expedición marítima por ellos efectuada a las costas meridionales. Esos chichimecas portadores del algodón y de otras nuevas plantas desembarcaron en las costas de Manabí y luego extendieron sus dominios hacia el Perú. Hubo un movimiento de expansión desde el Ecuador hacia las tierras meridionales.
Jorge Carrera Andrade - El Camino del Sol

### Yacimientos arqueológicos

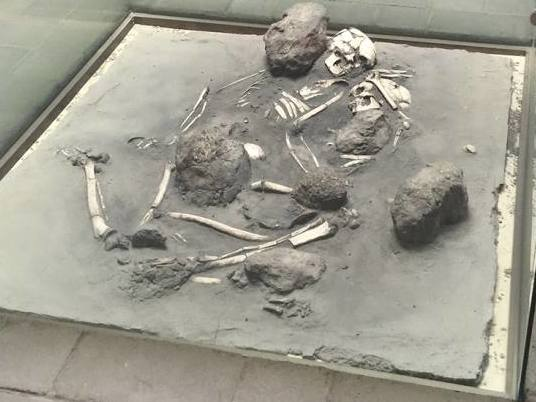
Amantes de Sumpa

Uno de los complejos arqueológicos más importantes de Ecuador, debido a su antigüedad es el Real Alto. Este hallazgo consiste en un complejo urbano prehispánico que permitió identificar uno de los asentamientos más antiguos del continente americano con una concentración de 80 a 100 casas colocadas sobre montículos de tierra en forma de herradura, en cuyos costados se colocaban grandes surcos para la siembra. Fue descubierto en 1971 por el arqueólogo ecuatoriano Jorge Marcos Pino, a 112 kilómetros de Guayaquil, en el ala sur de la península de Santa Elena. Forma parte importante de la evidencia arqueológica de la cultura Valdivia y ha perimitido su estudio sistemático para conformarla en una de las culturas prehispánicas más antiguas de Ecuador.
A esto se suman la cultura las Vegas con Los amantes de Sumpa. Estos esqueletos fueron encontrados en el llamado Sitio OGSE-80, junto al río Las Vegas, el cual le dio nombre a la Cultura Las Vegas. En este sitio se encontraron 192 entierros humanos, entre ellos Los Amantes de Sumpa. Se cree que tienen aproximadamente entre 5000 a 7000 años de antigüedad.